# Christian Wüster (Mediziner)

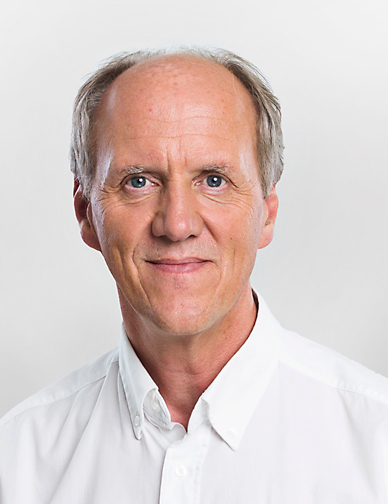
Christian Wüster

Christian Wüster (* 27. Juli 1958) ist ein deutscher Arzt für Innere Medizin, Endokrinologie, Diabetologie, Osteologie (DVO) und Präventivmedizin (ECARE). Er ist katholisch, verheiratet und hat sechs Kinder.

## Leben

### Allgemeines, Schulbildung, Bundeswehr
Christian Wüster wurde am 27. Juli 1958 in Wuppertal geboren. Seine Schullaufbahn begann 1964 an den Volksschulen in Neu-Ulm und Erbach, die er von 1964 bis 1967 besuchte. Danach wechselte er auf das Humboldt-Gymnasium Ulm/Donau, wo er 1976 sein Abitur absolvierte. Den anschließenden einjährigen Wehrdienst verbrachte er beim Ulmer Heeresmusikkorps.

### Studium
Wüster studierte ab 1977 an der University of Sheffield (England) Chemie, Physiologie und Psychologie. 1978 begann er sein Medizinstudium an der Justus-Liebig-Universität in Gießen, wo er sein Physikum und das 1. Staatsexamen abschloss. Von 1980 bis 1981 – im 7. und 8. Semester seines Studiums – war er DAAD-Stipendiat an der University of Glasgow (Schottland). Im Jahr 1982 absolvierte Wüster dann sein 2. und 3. Staatsexamen an der Ludwig-Maximilians-Universität in München.

### Wissenschaftlicher Werdegang
An der Ludwig-Maximilians-Universität in München arbeitete er bis 1983 an seiner Promotion zum Thema „Enzymimmunoassay zur Bestimmung von Thyreoglobulin-Antikörpern“ (Prof. Dr. K. Horn, Abteilung Endokrinologie LMU München), die er schließlich im Jahr 1983 erhielt. Zehn Jahre später, im Jahr 1993, folgte Wüsters Habilitation zum Thema „Osteoporose durch Mangel an Calcitonin und Wachstumshormon: Untersuchungen mittels Knochenzellkultur, Tiermodell und Osteodensitometrie“. Daraufhin wurde er zum apl. Professor der Universitäten in Heidelberg (2000) und Mainz (2018), Abteilung Orthopädie und Unfallchirurgie (Profs. Rommens und Drees), ernannt. 2018 folgte zusätzlich die Ernennung zum Ehrendoktor der Universität Tiflis (Georgien).

### Klinischer Werdegang
- 1984: Abteilung Innere Medizin I, Endokrinologie & Stoffwechsel Medizinische Klinik (Universität Heidelberg, Prof. Dr. R. Ziegle)
- 1997: Chefarzt Rehabilitationsklinik „Falkenburg“ (Bad Herrenalb/Nordschwarzwald), Abteilung Innere Medizin (Schwerpunkte: Endokrinologie, Osteologie, Angiologie und Kardiologie)
- 1997: Internistische Ambulanz Kopfklinik, Abteilung Innere Medizin I (Universität Heidelberg)
- 2000: Medical Advisor Growth Hormone Novo Nordisk Pharma GmbH (Mainz)
- 2003: Praxis für Endokrinologie und Diabetologie
- 2004: Erlangung der Zusatzbezeichnung Osteologie (DVO)
- 2005: Erlangung der Zusatzbezeichnung Präventivmedizin (ECARE)
- 2008: Konsiliararzt für Endokrinologie am Katholischen Klinikum Mainz
- 2012: Gründung des Hormon- & Stoffwechselzentrums Prof. Wüster im MED Facharztzentrum Mainz (Wallstraße 3–5; https://www.prof-wuester.de)
- 2013: Anerkennung des Hormon- & Stoffwechselzentrums Prof. Wüster als osteologisches Schwerpunktzentrum des Dachverbandes osteologischer Fachgesellschaften (DVO)
- 2019: Gründung des Hormon- & Stoffwechselzentrums Prof. Wüster MVZ GmbH

### Auszeichnungen
- 1992: Julius-Wolf-Preis des Kuratorium Knochengesundheit
- 1993: Copp-Preis der Deutschen Gesellschaft für Osteologie
- 1995: Ernennung zum Gastprofessor der Katholischen Universität Córdoba (Argentinien)

### Mitgliedschaften
- 1989: American Society of Bone and Mineral Research
- 1990: Deutsche Gesellschaft für Endokrinologie
- 1991: Deutsche Gesellschaft für Osteologie
- 1992: International Bone and Mineral Society
- 1993: European Calcified Tissues Society
- 1994: Growth Hormone Research Society
- 1995: Deutsche Gesellschaft für Innere Medizin
- 1998: Member of scientific advisory board of the International Osteoporosis Foundation (IOF)
- 2000: German Society of AntiAging Medicine
- 2001: Endocrine Society

## Publikationen

### Bücher
- 2001: Chr. Wüster (Hrsg.): Wachstumshormon (hGH) – Pathophysiologie und therapeutisches Potential, UNI-MED Verlag Bremen, ISBN 978-3-89599-568-2.
- 2000: Chr. Wüster, P. Kann (Hrsg.): Wachstumshormontherapie bei Erwachsenen mit Wachstumshormonmangel, Palatinum-Verlag, Mannheim, ISBN 978-3-920671-37-6.
- 1993: Chr. Wüster, R. Ziegler (Hrsg.) Knochenmetastasen: Pathophysiologie, Diagnostik und Therapie, Zuckschwerdt Verlag, ISBN 978-3-662-43470-3.
- 1991: Chr. Wüster, R. Ziegler (Hrsg.): Knochenmetastasen, Pathophysiologie und Therapie. Symposiumsband zum Kongress des Deutsch-österreichisch-schweizerischen Arbeitskreis für Osteologie, pmi Frankfurt/Main, ISBN 978-3-662-43470-3.
- 1987: Chr. Wüster, H.W. Minne, G. Leidig, T. Kunczik, R. Ziegler (Hrsg.): Osteoporose: Ein Patientenratgeber, Kuratorium Knochengesundheit e. V.
- 2021: Chr. Wüster: Endokrinologie und Osteologie in der Hausarztpraxis, Springer-Verlag, Berlin, ISBN 978-3-662-63428-8